# Linia kolejowa nr 283
Linia kolejowa nr 283 – linia kolejowa (w km 60,106 – 89,300 znaczenia państwowego) w południowo-zachodniej Polsce, w województwie dolnośląskim o długości 89,196 km, łącząca Jelenią Górę ze Świętoszowem (formalnie z Żaganiem) przez Lwówek Śląski i Zebrzydową. Jest to linia drugorzędna, w całości jednotorowa i niezelektryfikowana. W przeszłości linia liczyła łącznie 104,730 km i kończyła swój bieg na stacji Żagań w województwie lubuskim.
Linia jest położona w województwie dolnośląskim, na obszarze miasta Jelenia Góra oraz powiatów karkonoskiego, lwóweckiego i bolesławieckiego. W obecnym przebiegu powstała ona w wyniku zakwalifikowania przez Polskie Koleje Państwowe po 1945 roku trzech przedwojennych linii niemieckich: Zebrzydowa – Żagań, Zebrzydowa – Lwówek Śląski oraz Jelenia Góra – Lwówek Śląski. Obecny numer linia nosi od roku 1980.
Początki linii nr 283 sięgają lat 80. XIX wieku, kiedy to projektowano połączenie biegnące wzdłuż Doliny Bobru, mające połączyć Jelenią Górę z Bolesławcem. Linię rozpoczęto realizować etapami od Zebrzydowej do Żagania od początku XX w. do 1 sierpnia 1905. Trasę z Zebrzydowej w kierunku Lwówka Śląskiego oddano do użytku 20 lipca 1904, natomiast ostatni odcinek, będący trasą Kolei Doliny Bobru relacji Jelenia Góra – Lwówek Śląski, ukończono do 28 sierpnia 1909. Ta ostatnia charakteryzuje się obecnością licznych obiektów inżynieryjnych, w tym trzech tuneli oraz czterech mostów i wiaduktów. Ruch pasażerski na odcinku Zebrzydowa – Żagań zawieszono w roku 1991. 26 kwietnia 2004 decyzją Ministra Infrastruktury na odcinku Ławszowa – Żagań linia została zlikwidowana.
Ruch pasażerski w ostatnim sezonie przed zawieszeniem – od 14 grudnia 2014 do 11 grudnia 2016 – odbywał się poprzez uruchamiany w weekendy i święta turystyczny pociąg Dolina Bobru, obsługujący odcinek Jelenia Góra – Lwówek Śląski – Zebrzydowa w obydwu kierunkach oraz kursującą w tym samym okresie dodatkową parę na odcinku Jelenia Góra – Lwówek Śląski. Linia kolejowa nr 283 na całym zarządzanym przez PKP Polskie Linie Kolejowe odcinku charakteryzuje się niskimi prędkościami szlakowymi oraz złym stanem infrastruktury liniowej.
W 2019 roku odcinek ze stacji Jelenia Góra do uruchomionego w dniu 15 grudnia 2019 r. przystanku Jelenia Góra Zabobrze został rozebrany, gdyż zajmował miejsce konieczne pod budowę peronu nowego przystanku. Obecny początek linii stanowi rozjazd za końcem krawędzi peronowej przystanku Jelenia Góra Zabobrze. W 2020 r. Ministerstwo Obrony Narodowej ogłosiło odbudowę linii na odcinku Zebrzydowa – Żagań; prace mają być zrealizowane w latach 2022–2026.

## Przebieg linii

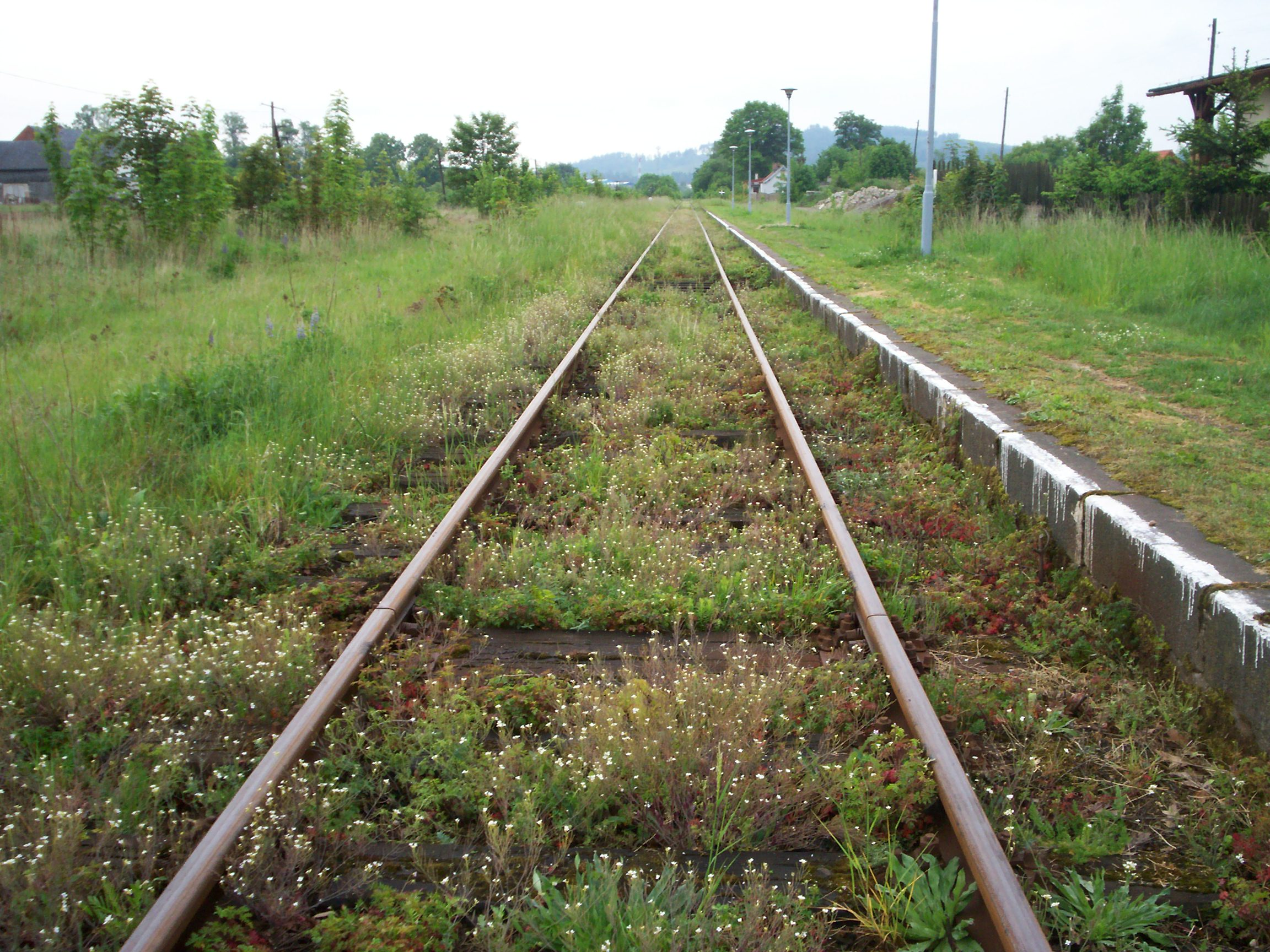
Linia na wysokości przystanku Siedlęcin

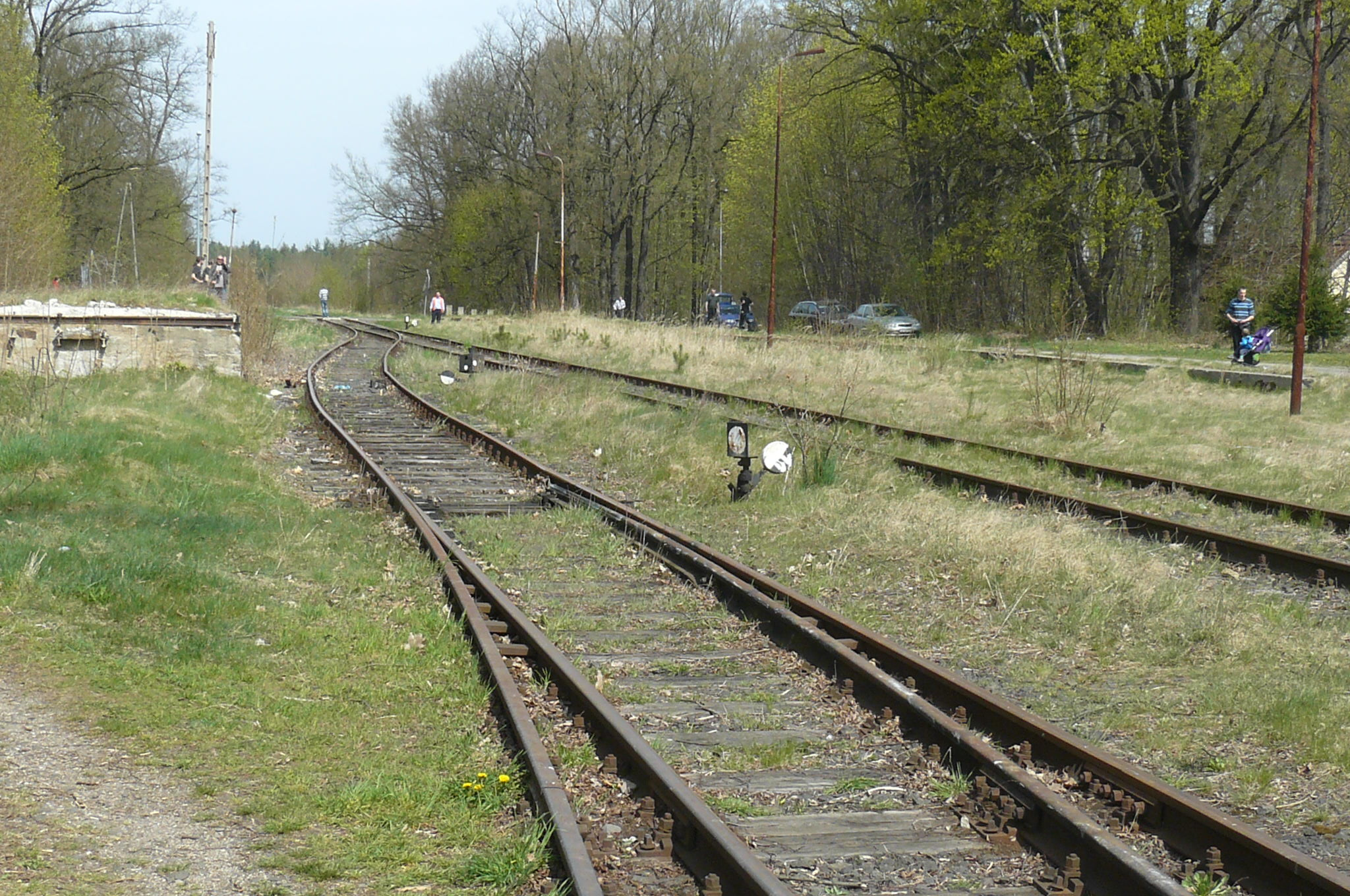
Linia na wysokości ładowni Osiecznica Kliczków

Linia kolejowa nr 283 rozpoczyna się na stacji Jelenia Góra (0,104 km). Ze stacji początkowo biegła ona w kierunku północno-zachodnim równolegle z dwoma liniami kolejowymi: 274 do Lubania Śląskiego i 311 do Szklarskiej Poręby Górnej zachodnim torem. Obecnie od stacji Jelenia Góra pociąg początek trasy pokonuje torem linii nr 311. Po przekroczeniu pierwszy raz rzeki Bóbr, na nowym przystanku Jelenia Góra Zabobrze (0,969 km), odbijając jednocześnie w lewo bardziej na północ, linia ta przechodzi pod drogą europejską E65 (droga krajowa nr 3), po czym łączy się z bocznicą elektrociepłowni. Linia skręca w prawo i przecina pozostałe linie pod wiaduktem kolejowym. Dalej trasa wznosi się do góry w kierunku północnym i przed Jeżowem Sudeckim (3,519 km) osiąga w wykopie najwyższy punkt całej linii (343 m n.p.m.). Za Jeżowem Sudeckim tor skręca w kierunku północno-zachodnim i przez obniżenie zbliża się do stacji Siedlęcin (7,321 km), położonej w zachodniej części wsi. Za Siedlęcinem linia ta biegnie przez bardziej zróżnicowany teren, docierając do Jeziora Pilchowickiego i biegnąc jego południową stroną w kierunku północno-zachodnim. 11,2 km od stacji Jelenia Góra linia dochodzi do przystanku Pilchowice Zapora. Różnica wysokości między stacjami Jelenia Góra a Pilchowice Zapora wynosi 52 metry, a średnie nachylenie linii, obniżającej się w kierunku Lwówka Śląskiego, wynosi 4,6 promila.
Po wyjeździe z przystanku linia wjeżdża w tunel pod Czyżykiem i dalej biegnie prawym brzegiem Bobru w dół, po czym po kilku kilometrach przecina dolinę Strzyżówki i drogę Jelenia Góra – Wleń. Dalej wkracza do tunelu pod górą Dwory i dobiega do stacji Pilchowice Nielestno (14,815 km). Za stacją linia ponownie przejeżdża nad Bobrem, po czym biegnie zachodnim brzegiem rzeki w kierunku północnym. W dalszym odcinku przechodzi ona w najdłuższym na trasie tunelu pod Górą Zamkową. Za tunelem linia wjeżdża na stację Wleń (18,004 km), położoną na wysokości 230 m n.p.m. Na odcinku Pilchowice Zapora – Wleń różnica wysokości wynosi 61 metrów, a średnie nachylenie 9,0 promili.
Za stacją Wleń linia przecina drogę na jednym poziomie i ciągnie się dalej na północ wzdłuż Bobru. Do Lwówka Śląskiego (32,636 km) linia mija jeszcze przez przystanki Marczów oraz Dębowy Gaj. Od Wlenia wysokość linii obniża się o 19 m (średni spadek wynosi 1,3 promila).
Za stacją Lwówek Śląski linia biegnie w kierunku północno-zachodnim, po czym w Rakowicach Małych skręca na zachód i w Radłówce ponownie na południowy zachód, oddalając się od Bobru. W Nowogrodźcu (51,618 km) linia przekracza Kwisę i zmienia swój kierunek na północ. We wsi Zebrzydowa przecina drogę krajową nr 94 i zaraz przed stacją Zebrzydowa drogę wojewódzką nr 357. Przed nią łączy się też z linią kolejową nr 282. Między stacjami Lwówek Śląski i Zebrzydowa (61,030 km) linia pokonuje 28,394 km, a różnica wysokości wynosi 22 m.
Za Zebrzydową linia biegnie wzdłuż linii kolejowej nr 282 na długości około 800 m, po czym skręca w kierunku północnym do ładowni Ławszowa. Biegnie dalej równolegle do Kwisy po zachodniej stronie, wzdłuż terenów leśnych. Po drodze linia mija trzy posterunki ruchu (Tomisław, Osiecznica Kliczków i Przejęsław) oraz autostradę A4. Między Ławszową (77,526 km) a Zebrzydową linia liczy 16,496 km, a różnica wysokości między punktami wynosi 22 m (średni spadek linii wynosi 1,3 promila).
Linia w swoim dawnym przebiegu była poprowadzona dalej na północ wzdłuż Kwisy, gdzie łączyła się z linią kolejową nr 14 w Żaganiu. Między dawną stacją Ławszowa a Żaganiem (104,730 km) linia liczyła 27,204 km, różnica wysokości wynosiła 53 metry, a średni spadek 1,9 promila.

## Historia

### Geneza i budowa linii
Przed powstaniem linii łączącej Jelenią Górę z Lwówkiem Śląskim i dalej do Żagania omawiane trzy stacje już funkcjonowały w systemie dolnośląskich kolei. Jelenia Góra do 1906 posiadała wybudowane w latach 1866–1867 połączenie do Zgorzelca i Wałbrzycha (Śląska Kolej Górska), a także do Kowar (otwarte w 1882) i Piechowic (1891). Lwówek Śląski, prócz otwartej w 1904 trasy z Zebrzydowej, posiadał oddane do użytku 15 października 1885 połączenie z Gryfowem Śląskim, które 10 lat później przedłużono z Lwówka Śląskiego do Nowej Wsi Grodziskiej i dalej do Złotoryi.
Znacznie wcześniej, bo już w latach 40. i 70. XIX w., wykształcił się węzeł w Żaganiu. Trasę łączącą stacje Jankowa Żagańska – Głogów przez Żagań uruchomiono 1 października 1846, natomiast 31 grudnia 1871 Żagań zyskał połączenie z Żarami, przedłużone rok później w kierunku Niemiec. Cztery lata później, od 1875, dzięki otwarciu 15 marca tegoż roku odcinka Jasień – Miłkowice przez Żagań zaczęły przejeżdżać pociągi relacji Wrocław – Berlin.
Początki obecnej trasy linii nr 283 sięgają lat 80. XIX wieku, kiedy to projektowano połączenie biegnące wzdłuż Doliny Bobru, mające połączyć Jelenią Górę z Bolesławcem przez Lwówek Śląski. Linię rozpoczęto realizować etapami na początku XX w. od Zebrzydowej w dwóch kierunkach. W stronę Żagania uruchomiono następujące trasy:
- odcinek Zebrzydowa – Ławszowa 25 listopada 1902,
- odcinek Ławszowa – Świętoszów 1 listopada 1904,
- odcinek Świętoszów – Żagań 1 sierpnia 1905.

Trasę w kierunku Lwówka Śląskiego oddano do użytku 20 lipca 1904, dzięki czemu Lwówek Śląski i Nowogrodziec zyskały wygodne połączenie z magistralą kolejową łączącą Wrocław z Dreznem i Berlinem (obecna linia kolejowa E 30), co było jedną z głównych przyczyn budowy tej trasy, a dodatkowo jej budowa przyczyniła się do ożywienia gospodarczego miejscowości przy niej położonych.

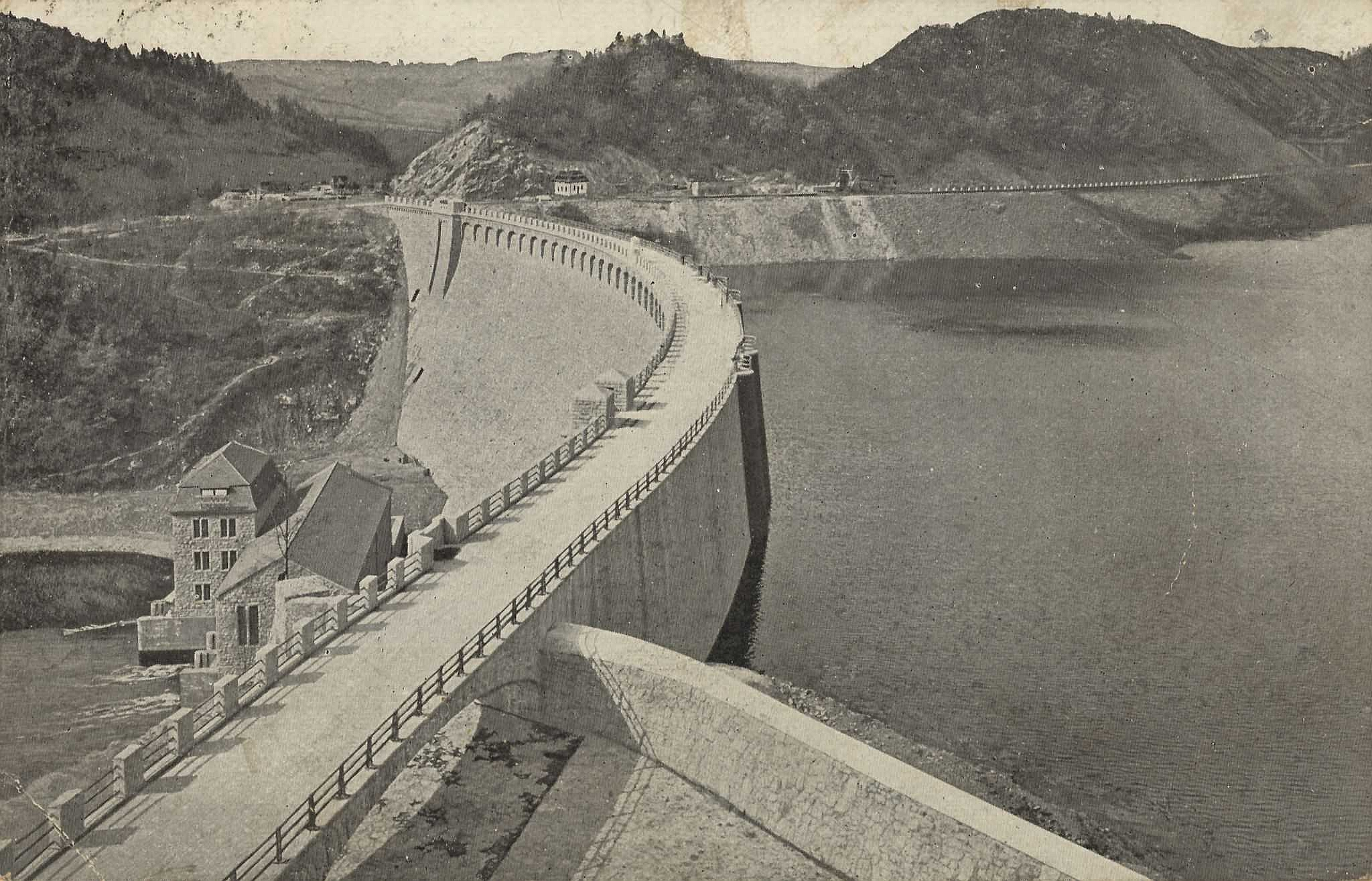
Zapora Pilchowice w 1925 – jej budowa była jedną z głównych przyczyn powstania linii kolejowej Jelenia Góra – Lwówek Śląski

Chęć przeprowadzenia linii kolejowej między Jelenią Górą a Lwówkiem Śląskim pojawiła się już na początku lat 80. XIX w. Prócz tego budową linii kolejowej były zainteresowane przedsiębiorstwa, które były zlokalizowane wzdłuż planowanej linii, zwłaszcza fabryki w Siedlęcinie, Wrzeszczynie, Pilchowicach oraz kamieniołom w Nielestnie. Ostatecznie na konieczność wybudowania linii kolejowej Kolei Doliny Bobru z Jeleniej Góry do Lwówka Śląskiego w główniej mierze przyczyniła się budowa dużej zapory wodnej w Pilchowicach, co wraz z nią wymagało transportu dużej ilości materiałów budowlanych, który chciano zapewnić za pomocą kolei. Po oddaniu do użytku zapory wodnej i linii kolejowej trasa ta miała zarabiać na przewozie węgla (z rejonu Wałbrzycha) oraz lokalnych materiałów, zwłaszcza drewna i piaskowca wydobywanego w rejonie Lwówka Śląskiego. Wraz z tym linia ta miała doprowadzić do aktywizacji ekonomicznej regionu lwóweckiego, również poprzez funkcję turystyczną dzięki łatwiejszemu dojazdowi do atrakcyjnych turystycznie miast (Wleń i Lwówek Śląski) oraz innych zabytków.
W 1900 rozpoczęto pierwsze prace projektowe nad budową zbiornika wodnego w Pilchowicach, a dwa lata później budowę trasy kolejowej. Budowa linii do Lwówka Śląskiego napotykała wiele trudności, związanych głównie z bardzo zróżnicowanym terenem, który powodował konieczność budowy licznych obiektów inżynieryjnych. Jej budowę rozpoczęto z dwóch stron – od Lwówka Śląskiego i Jeleniej Góry. Pierwszy etap polegał na budowie połączenia do Pilchowic z uwagi na konieczność dostarczenia materiałów do budowy zapory. Na czas jej budowy położono również trzecią szynę w celu umożliwienia transportu na plac budowy kolejkami wąskotorowymi. Do budowy linii sprowadzono również doświadczonych pracowników narodowości włoskiej i polskiej. Odcinek Jelenia Góra – Pilchowice oddano do użytku 1 października 1906. Drugim w kolejności odcinkiem oddanym do użytku była trasa Lwówek Śląski – Wleń. Była ona najłatwiejsza w realizacji pod względem technicznym, gdyż linię tę poprowadzono lewym brzegiem szerokiej doliny Bobru, stąd też nie było konieczności budowy dużych obiektów inżynieryjnych. Odcinek ten uruchomiono 1 lipca 1909. Odcinek Pilchowice – Wleń był najbardziej skomplikowany w realizacji, gdyż wymagał budowy tuneli pod wzgórzami Czyżyk i Dwory w pobliżu Pilchowic oraz pod Górą Zamkową we Wleniu, a także kamiennego wiaduktu nad doliną Strzyżówki w Pilchowicach. Uruchomiono go prawie dwa miesiące po otwarciu trasy Wleń – Lwówek Śląski, czyli 28 sierpnia 1909.
Koszty budowy linii były bardzo duże, gdyż budowa odcinka Jelenia Góra–Wleń w przeliczeniu na 1 km wynosiła około 250 000 marek, natomiast ówczesny średni koszt budowy linii kolejowej w Cesarstwie Niemieckim wynosił 120 000 marek.
Pod koniec drugiej wojny światowej wszystkie wloty tuneli kolejowych zostały wysadzone przez bojówki SS, także przyczółek mostu nad Jeziorem Pilchowickim.

### Okres powojenny
Po II wojnie światowej, wraz ze zmianą granic państwowych, linia kolejowa została przejęta w zarząd PKP. Po uszkodzeniach dokonanych pod koniec wojny, w dniu 10 listopada 1946 linię szybko przywrócono do stanu przejezdności. Uroczystego otwarcia stacji po wojnie dokonano m.in. we Wleniu. Linia ta jeszcze przez 5 lat stanowiła jedyną drogę kolejową z Jeleniej Góry w kierunku północnym i zachodnim, dzięki czemu w tym czasie prócz pociągów osobowych kursowało kilka pociągów dalekobieżnych.
Oferta połączeń pasażerskich na linii utrzymywana była na stałym poziomie do lat 80. XX wieku, kiedy to rozpoczął się powolny regres sieci kolejowej. W styczniu 1983 zawieszono ruch pociągów pasażerskich na odcinku Lwówek Śląski – Gryfów Śląski, a w 1991 na trasie Lwówek Śląski – Jerzmanice Zdrój. W tym samym roku zawieszono kursowanie pociągów pasażerskich na odcinku Zebrzydowa – Żagań, a 20 października 1994 nastąpiło całkowite zamknięcie odcinka Ławszowa – Żagań. Na początku 1996 zawieszono połączenia pasażerskie na trasie Lwówek Śląski – Zebrzydowa. Oferta ta była przez PKP stale ograniczana aż do lipca 2005, kiedy to pociągi zostały zastąpione przez Kolejową Komunikację Autobusową z dalszą groźbą całkowitego zamknięcia linii dla ruchu pasażerskiego.
Dzięki staraniom władz samorządowych nie doszło do zamknięcia linii i starano się o jej promocję przede wszystkim pod względem turystycznym. W grudniu 2007 reaktywowano połączenie Lwówek Śląski – Zebrzydowa, a w 2008 linię tę włączono do oferty całodziennego biletu Euro–Nysa. Dodatkowo uruchomiono specjalne pociągi promocyjne, a w szczególności z okazji Dnia Dziecka uruchamiając historyczny skład ciągnięty przez lokomotywę parową.
Planowany ruch pociągów pasażerskich odbywał się do 11 grudnia 2016, kiedy to Koleje Dolnośląskie uruchomiły ostatni pociąg relacji Jelenia Góra – Lwówek Śląski – Wrocław Główny o nazwie Ostatni Leniwiec. W tym samym dniu uruchomiono autobusową komunikację zastępczą na odcinku Jelenia Góra – Lwówek Śląski. Likwidację połączeń pasażerskich argumentowano pogarszającym się stanem technicznym linii kolejowej, co wpływało na coraz dłuższy czas przejazdów pociągów osobowych – według danych z początku 2017 aż 74% długości linii kolejowej było w niedostatecznym stanie technicznym. W celu poprawy stanu technicznego linii, w 2014 PKP PLK zabiegało w urzędzie marszałkowskim woj. dolnośląskiego o dofinansowanie do wartych 4,6 mln złotych robót utrzymaniowo-naprawczych na linii, jednak samorząd wojewódzki ocenił, że koszt ten jest nieadekwatny do oczekiwanych korzyści.
Od końca II wojny światowej do likwidacji ruchu pasażerskiego w 2016 na linii wydarzyły się cztery większe wypadki kolejowe. Do najpoważniejszego doszło w latach 70. XX w., kiedy to w wyniku czołowego zderzenia dwóch pociągów towarowych w godzinach nocnych zginęło dwóch maszynistów. Do wypadku doszło na trasie Nowogrodziec – Niwnice, gdy nietrzeźwy dyżurny ruchu w Nowogrodźcu zezwolił na wjazd obydwu lokomotyw, przez co znalazły się one na jednym torze. W dniu 3 sierpnia 1977 doszło do zderzenia dwóch pociągów przy wylocie z tunelu we Wleniu, w wyniku którego zostało rannych 20 osób. 20 marca 1984 wybuchł kocioł w parowozie Ty2 w okolicach Marczowa, w wyniku którego zginęły dwie osoby, a kierowniczka pociągu została ranna. W dniu 15 kwietnia 2008 również w okolicach Marczowa doszło do wywrócenia się cysterny przewożącej wodę amoniakalną.
W połowie marca 2017 pojawiły się informacje dotyczące zainteresowania gminy Wleń oraz spółki SKPL Cargo uruchomieniem połączeń na odcinku Jelenia Góra – Lwówek Śląski.
Powyższa linia znalazła się również w ogłoszonym w 17 października 2018 roku rządowym programie Kolej Plus w ramach utworzenia ciągu Legnica – Złotoryja – Jelenia Góra / Świeradów-Zdrój wraz z rewitalizacją linii Lwówek Śląski – Zebrzydowa. W styczniu następnego roku Ministerstwo Obrony Narodowej ogłosiło plany remontu do 2023 r. linii kolejowej nr 283 pomiędzy Żaganiem a Zebrzydową poprzez przystosowanie linii do ruchu z prędkością 80 km/godz. (w tym odbudowę zlikwidowanego odcinka Ławszowa – Żagań). Rozważane było także odtworzenie infrastruktury pasażerskiej.
5 lutego 2019 Zarząd Województwa Dolnośląskiego podjął uchwałę wyrażającą zgodę na przejęcie od PKP prawa użytkowania wieczystego gruntów oraz prawa własności budynków i urządzeń związanych z linią kolejową 283 między Jelenią Górą a Lwówkiem Śląskim.
W 2023 doszło do porozumienia między urzędem marszałkowskim a PKP PLK, w myśl którego nieeksploatowany od 2016 odcinek Jelenia Góra - Lwówek Śląski zostanie przekazany na 30 lat w nieodpłatne użytkowanie samorządowi wojewódzkiemu.

## Infrastruktura

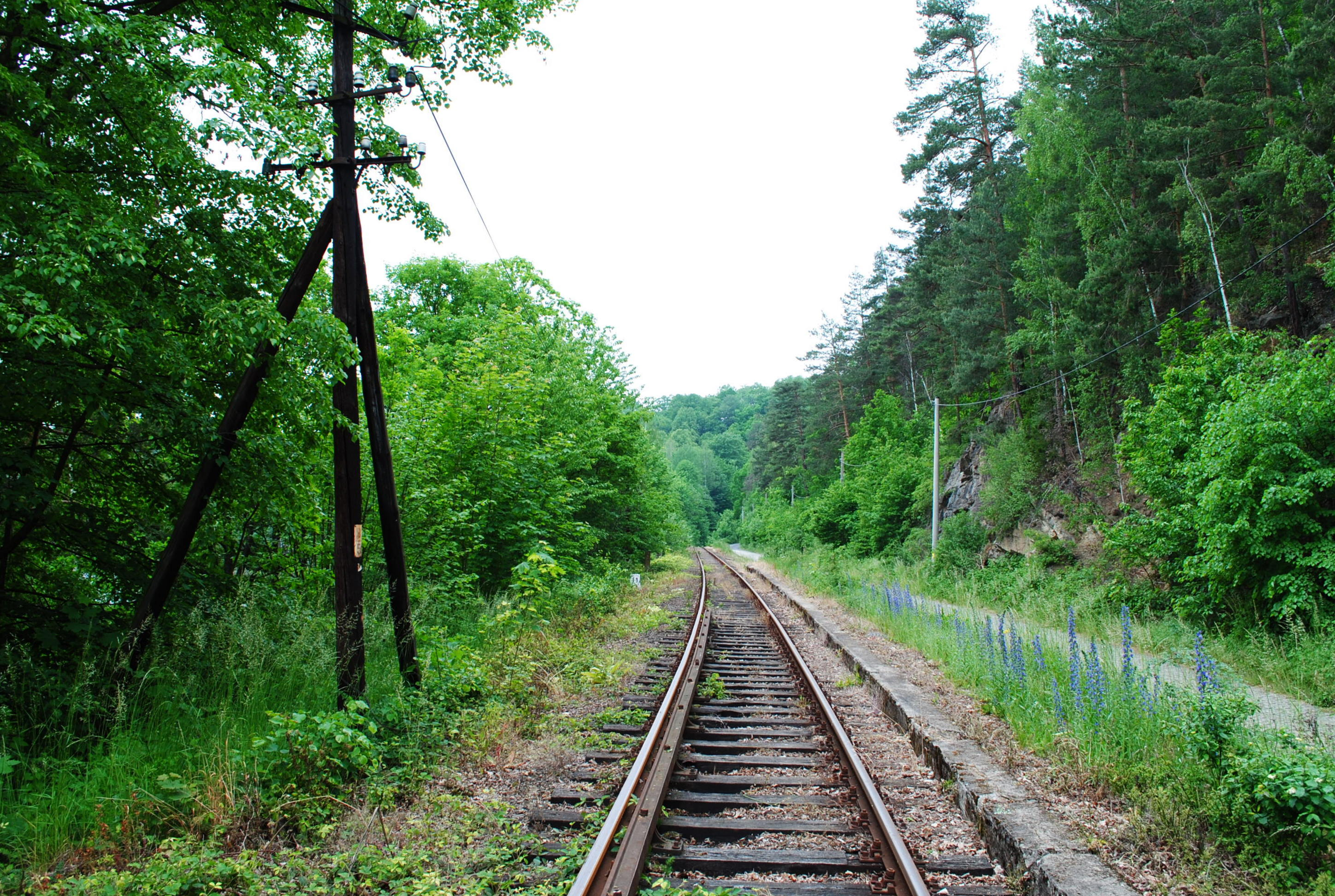
Linia za przystankiem Pilchowice Zapora (widok w kierunku Lwówka Śląskiego)

Linia kolejowa nr 283, zarządzana przez PKP Polskie Linie Kolejowe, liczy łącznie 89,196 km (według stanu na 8 września 2023). Przynależy do dwóch zakładów linii kolejowych – na odcinku Jelenia Góra–Zebrzydowa (bez ostatniej stacji, km 0,070 – 59,000) do zakładu w Wałbrzychu, a na trasie Zebrzydowa – Świętoszów (km 59,000 – 89,196) do zakładu we Wrocławiu. Poza stacją Jelenia Góra i węzłem Zebrzydowa, gdzie przecina się ona z dwutorowymi, zelektryfikowanymi liniami kolejowymi, jest ona w całości jednotorowa i niezelektryfikowana. Jest ona wyposażona w elektromagnesy samoczynnego hamowania pociągów na odcinku Jelenia Góra – Zebrzydowa (brak blokady na 59,000 – 77,621 km).
| Wykaz maksymalnych prędkości w km/h                                     | Wykaz maksymalnych prędkości w km/h | Wykaz maksymalnych prędkości w km/h | Wykaz maksymalnych prędkości w km/h | Wykaz maksymalnych prędkości w km/h | Wykaz maksymalnych prędkości w km/h |
| ----------------------------------------------------------------------- | ----------------------------------- | ----------------------------------- | ----------------------------------- | ----------------------------------- | ----------------------------------- |
| odcinek linii                                                           | odcinek linii                       |                                     | tor 1                               | tor 1                               | tor 1                               |
| km pocz                                                                 | km końcowy                          | pociągi pasażerskie                 | szynobusy                           | pociągi towarowe                    |                                     |
| 0,104                                                                   | 0,330                               | 40                                  | 40                                  | 40                                  |                                     |
| 0,330                                                                   | 36,300                              | 0                                   | 0                                   | 0                                   |                                     |
| 36,300                                                                  | 40,300                              | 70                                  | 70                                  | 60                                  |                                     |
| 40,300                                                                  | 41,423                              | 20                                  | 20                                  | 20                                  |                                     |
| 41,423                                                                  | 59,000                              | 60                                  | 60                                  | 50                                  |                                     |
| 59,000                                                                  | 61,100                              | 40                                  | 40                                  | 40                                  |                                     |
| 61,100                                                                  | 72,000                              | 20                                  | 20                                  | 20                                  |                                     |
| 72,000                                                                  | 89,300                              | 0                                   | 0                                   | 0                                   |                                     |
| zawiera ograniczenia z Wykazu Ostrzeżeń Stałych stan na 31 grudnia 2022 |                                     |                                     |                                     |                                     |                                     |

### Stan techniczny linii
Według danych z początku 2017 17% długości linii nr 283 było w dobrym, 9% w dostatecznym, a w 74% w niedostatecznym stanie technicznym. Według szacunków Ministerstwa Infrastruktury i Budownictwa z marca 2017 wynika, że przywrócenie linii do optymalnego stanu technicznego na odcinku Jelenia Góra – Lwówek Śląski (tj. uzyskanie prędkości pociągów od 40 do 60 km/h) oscyluje w okolicach 80 milionów złotych, nie licząc prac przy obiektach inżynieryjnych. W przypadku budowy nowej linii kolejowej w starym śladzie koszt ten wzrósłby do 300–400 mln złotych.

### Rozgałęzienia
| Stacja        | Linia | Kierunek           | Status       |
| ------------- | ----- | ------------------ | ------------ |
| Jelenia Góra  | 274   | Wrocław Świebodzki | Czynna       |
| Jelenia Góra  | 274   | Zgorzelec          | Czynna       |
| Lwówek Śląski | 284   | Legnica            | Nieczynna    |
| Lwówek Śląski | 284   | Pobiedna           | Nieczynna    |
| Zebrzydowa    | 282   | Miłkowice          | Czynna       |
| Zebrzydowa    | 282   | Żary               | Czynna       |
| Żagań         | 275   | Wrocław Muchobór   | Zlikwidowany |
| Żagań         | 275   | Guben              | Zlikwidowany |
| [ 33 ] [ 13 ] |       |                    |              |

### Punkty eksploatacyjne
Na eksploatowanym odcinku linii kolejowej nr 283 znajduje się 20 posterunków ruchu i punktów ekspedycyjnych, z czego 5 to stacje kolejowe (Jelenia Góra, Wleń, Lwówek Śląski, Niwnice i Zebrzydowa), a 4 to ładownie i przystanki osobowe (Pilchowice Nielestno, Nowogrodziec, Osiecznica Kliczków i Ławszowa). Średnia odległość pomiędzy wszystkimi punktami wynosi 4,0 km. Posiadają one bogatą infrastrukturę dla ruchu pasażerskiego i towarowego, która jest w różny sposób zagospodarowana. W większości obiektów znajdują się dworce kolejowe i magazyny, natomiast tylko stacje oraz ładownia Osiecznica Kliczków ma więcej niż jeden czynny peron. Kasa biletowa, a także czynna poczekalnia znajdują się jedynie na stacji początkowej, w Jeleniej Górze.
Zabudowa stacji i przystanków powstawała w dużej mierze wraz z budową linii kolejowej. Obiekty Kolei Doliny Bobru, prócz powstałych wcześniej stacji Jelenia Góra i Lwówek Śląski, były stosunkowo nieduże i z przeznaczeniem na odprawę pasażerów, nadawanie towarów, skrzyżowanie pociągów oraz załadunek wagonów. Rozkład zabudowy stacji (prócz przystanku Pilchowice Zapora) był podobny – wyposażano je w dworzec kolejowy, przyległy do niego magazyn, szalet, zabudowę gospodarczą i czasami w budynek mieszkalny. Na formę architektoniczną dworców miał przede wszystkim wpływ ówczesny trend architektoniczny pierwszej dekady XX wieku oraz turystyczny charakter Doliny Bobru w okolicach Wlenia oraz Lwówka Śląskiego. Wykaz wszystkich punktów eksploatacyjnych (w tym zlikwidowanych) w dawnym śladzie linii kolejowej nr 283 przedstawia poniższa tabela:
| Rodzaj/nazwa                                           | Km osi             | Wysokość [m n.p.m.] | L. krawędzi peronowych | Infrastruktura | Dawne nazwy                                                                                                | Zdjęcie |
| ------------------------------------------------------ | ------------------ | ------------------- | ---------------------- | --- | --- | ------- |
| Linia nr 283 Jelenia Góra – Ławszowa (0,070–77,621 km) |                    |                     |                        | | |         |
| stacja Jelenia Góra                                    | 0,070              | 343                 | 8                      | dworzec kolejowy (poczekalnia, kasy) magazyn towarowy wagonownia 2 wieże wodne place ładunkowe nastawnie                                                 | Hirschberg Hirschberg (Schlesien) Hirschberg (Schlesien) Hbf Hirschberg (Riesengebirge) Hbf Hirschberg Hbf |         |
| przystanek osobowy Jelenia Góra Zabobrze               | 0,969              | 342                 | 1                      | wiata przystankowa posterunek odgałęźny sterowany z Jeleniej Góry                                                                                        | – | brak    |
| bocznica szlakowa Jelenia Góra PEC                     | 1,866              | 342                 | nd.                    | tor odstawczy żeberko ochronne | – | brak    |
| przystanek osobowy Jeżów Sudecki                       | 3,519              | 341                 | 1                      | dworzec kolejowy magazyn wc plac ładunkowy | Grunau (Riesengebirge) Gronowiec Jeżów Śląski                                                              |         |
| przystanek osobowy Siedlęcin                           | 7,321              | 331                 | 1                      | dworzec kolejowy magazyn budynek mieszkalny wc plac ładunkowy                                                                                            | Boberröhrsdorf Bobrowice                                                                                   |         |
| przystanek osobowy Pilchowice Zapora                   | 11,168             | 291                 | 1                      | poczekalnia budynek mieszkalny | Talsperre Bobrzyck                                                                                         |         |
| ładownia i przystanek osobowy Pilchowice Nielestno     | 14,815             | 240                 | 1                      | dworzec kolejowy magazyn plac ładunkowy | Mauer-Waltersdorf Nielestno                                                                                |         |
| mijanka Pilchowice Nielestno Towarowe (zlikw.)         | 15,560             | 235                 | nd.                    | brak | – | brak    |
| stacja Wleń                                            | 18,004             | 230                 | 2                      | dworzec kolejowy nastawnia (w dworcu) magazyn wc plac ładunkowy rampa boczno-czołowa                                                                     | Lähn |         |
| przystanek osobowy Marczów                             | 22,930             | 224                 | 1                      | dworzec kolejowy nastawnia (w dworcu) wc plac ładunkowy                                                                                                  | Märzdorf am Bober Märzdorf (Kr. Löwenberg) Marczew                                                         |         |
| przystanek osobowy Dębowy Gaj                          | 26,633             | 215                 | 1                      | dworzec kolejowy magazyn wc plac ładunkowy rampa boczno-czołowa                                                                                          | Siebeneichen Dąbkowiec                                                                                     |         |
| stacja Lwówek Śląski                                   | 32,636             | 211                 | 4                      | dworzec kolejowy magazyn wc budynek gospodarczy plac ładunkowy rampa boczno-czołowa parowozownia 2 wieże wodne nastawnia                                 | Löwenberg Lwówek nad Bobrem                                                                                |         |
| przystanek osobowy Rakowice Wielkie                    | 35,711             | 216                 | 1                      | ruiny zabudowy | Groß Rackwitz Rakowice Śląskie                                                                             | brak    |
| posterunek bocznicowy Rakowice Żwirownia (zlikw.)      | 36,320             | 216                 | nd.                    | brak | – | brak    |
| przystanek osobowy Radłówka (zlikw.)                   | 37,735             | 226                 | 0                      | brak | Hartelangenvorwerk                                                                                         | brak    |
| stacja Niwnice                                         | 41,230             | 238                 | 2                      | dworzec kolejowy magazyn nastawnia rampa boczna | Neuland Nowienice                                                                                          | brak    |
| przystanek osobowy Gościszów                           | 45,910 48,347      | 215                 | 1                      | dworzec kolejowy budynek mieszkalny magazyn | Gießmannsdorf (Kr. Bunzlau) Goświn                                                                         |         |
| bocznica szlakowa Cegielnia Gościszów I (zlikw.)       | 48,200             | 215                 | 1                      | brak | – | brak    |
| ładownia i przystanek osobowy Gościszów Dolny (zlikw.) | 48,277             | 217                 | 0                      | brak | Nieder Gießmannsdorf Goświn Dolny                                                                          | brak    |
| bocznica szlakowa Cegielnia Gościszów II (zlikw.)      | 48,500             | 217                 | nd.                    | brak | – | brak    |
| bocznica szlakowa Kolonia-Nowogrodziec (zlikw.)        | 50,229             | ?                   | nd.                    | brak | – | brak    |
| ładownia i przystanek osobowy Nowogrodziec             | 51,618             | 208                 | 2                      | dworzec kolejowy magazyn nastawnia szalet bud. gospodarczy plac ładunkowy rampa boczno-czołowa                                                           | Naumburg (Queis) Nowogród nad Gwizdem                                                                      |         |
| bocznica szlakowa Nowogrodziec Surmin                  | 53,315             | 204                 | nd.                    | ? | – | brak    |
| ładownia i przystanek osobowy Ołdrzychów (zlikw.)      | 53,316             | 204                 | 0                      | brak | Ullersdorf (Queis) Ullersdorf (Riesengebirge) Ullersdorf (Queis)                                           | brak    |
| przystanek osobowy Zebrzydowa Wieś (zlikw.)            | 56,397             | 197                 | 0                      | brak | Ober-Siegersdorf Siegersdorf Ort Zabłock                                                                   | brak    |
| stacja Zebrzydowa                                      | 61,030             | 189                 | 2                      | dworzec kolejowy magazyn nastawnia szalet bud. gospodarczy plac ładunkowy rampa boczno-czołowa wieża wodna                                               | Siegersdorf Zabłocie                                                                                       |         |
| przystanek osobowy Tomisław                            | 67,134             | 193                 | 1                      | budynek mieszkalny plac ładunkowy | Thommendorf                                                                                                |         |
| ładownia i przystanek osobowy Osiecznica Kliczków      | 71,549             | 190                 | 2                      | dworzec kolejowy magazyn nastawnia szalet bud. gospodarczy plac ładunkowy rampa boczno-czołowa                                                           | Wehrau-Klitschdorf Wierów                                                                                  |         |
| ładownia Przejęsław                                    | 75,759             | 171                 | 1                      | brak | Prinzdorf                                                                                                  | brak    |
| bocznica szlakowa Tartak Przejęsław (zlikw.)           | 75,810             | 171                 | nd.                    | brak | – | brak    |
| ładownia i przystanek osobowy Ławszowa                 | 77,526             | 167                 | 1                      | dworzec kolejowy magazyn szalet bud. gospodarczy plac ładunkowy rampa boczno-czołowa wieża wodna                                                         | Lorenzdorf 1902-1945 Wawer nad Gwizdem                                                                     | brak    |
| Odcinek Ławszowa – Żagań (77,621–104,730 km)           |                    |                     |                        | | |         |
| ładownia i przystanek osobowy Luboszów (zlikw.)        | 82,206             | 153                 | 0                      | brak | Lipschau Lipiszk                                                                                           | brak    |
| przystanek osobowy Luboszów Przystanek (zlikw.)        | 84,876             | 145                 | 0                      | brak | Dohms Domusz                                                                                               | brak    |
| przystanek osobowy Świętoszów (zlikw.)                 | 87,237             | 137                 | 1                      | dworzec kolejowy magazyn nastawnia bud. gospodarczy plac ładunkowy rampa boczno-czołowa wieża wodna                                                      | Neuhammer (Queis) Radzińsk Kuźnica Nowa                                                                    |         |
| przystanek osobowy Łozy (zlikw.)                       | 90,010             | 131                 | 1                      | brak | Loos Łaz                                                                                                   |         |
| przystanek osobowy Dobre nad Kwisą (zlikw.)            | 94,410             | 125                 | 1                      | brak | Dober Dobra nad Gwizdem                                                                                    | brak    |
| przystanek osobowy Trzebów (zlikw.)                    | 96,492             | 121                 | 1                      | brak | Tschiebsdorf Trzebieszów nad Gwizdem                                                                       | brak    |
| bocznica szlakowa 509 Żwirownia Trzebów (zlikw.)       | 97,792             | 121                 | nd.                    | brak | – |         |
| stacja Żagań                                           | 104,730            | 114                 | 10                     | dworzec kolejowy (kasa, poczekalnia) magazyn wieża wodna nastawnia bud. gospodarczy plac ładunkowy rampa boczno-czołowa wieża wodna dawna lokomotywownia | Sagan Żegań                                                                                                |         |
| [ 9 ] [ 13 ] [ 4 ] [ 19 ]                              | [ 9 ] [ 4 ] [ 19 ] | [ 4 ] [ 19 ]        | [ 41 ] [ 19 ]          | [ 4 ] | [ 42 ] [ 19 ]                                                                                              |         |

### Mosty i wiadukty
Najbardziej zróżnicowanym technicznie odcinkiem linii kolejowej nr 283 jest trasa dawnej Kolei Doliny Bobru (odcinek Jelenia Góra – Lwówek Śląski), szczególnie na odcinku Siedlęcin – Wleń, na którym wzniesiono dwa mosty stalowe, dwa wiadukty kolejowe oraz trzy tunele. W latach 30. XX wieku dobudowano żelbetowe wiadukty drogowe nad linią kolejową w Jeżowie Sudeckim oraz Siedlęcinie. Największe spośród mostów i wiaduktów na linii kolejowej nr 283 przedstawiono w poniższej tabeli:
| Rodzaj                                  | Odcinek linii                            | Lata budowy | Km linii | Długość [m] | Wysokość [m] | Liczba przęseł | Opis | Zdjęcie |
| --------------------------------------- | ---------------------------------------- | ----------- | -------- | ----------- | ------------ | -------------- | --- | ------- |
| most kolejowy nad Jeziorem Pilchowickim | Siedlęcin – Pilchowice Zapora            | 1905-1906   | 10,665   | 131,7       | 43,0         | 3              | Most kratownicowy z kratownicą dolną, nitowany, wspierany na dwóch kamiennych filarach z granitu; jeden z najwyższych mostów kolejowych w Polsce                                               |         |
| wiadukt kolejowy nad drogą i Strzyżówką | Pilchowice Zapora – Pilchowice Nielestno | 1906-1909   | 13,575   | 50,0        | 12,5         | 4              | Wiadukt sklepiony, wsparty na trzech kamiennych filarach i przyczółkach z jasnego piaskowca, stylizowanych na budowlę obronną; torowisko na wiadukcie zabezpieczone jest metalowymi barierkami | brak    |
| most kolejowy nad Bobrem                | Pilchowice Nielestno – Wleń              | 1905-1906   | 14,940   | ?           | ?            | 4              | Most kratownicowy |         |
| most kolejowy nad Kwisą                 | Nowogrodziec – Ołdrzychów                | 1903        | ?        | ?           | ?            | ?              | Most kratownicowy z kratownicą dolną z jednym kamiennym filarem | brak    |

### Tunele
Z powodu zróżnicowanego ukształtowania terenu budowy linii na odcinku Jelenia Góra – Lwówek Śląski pomiędzy stacjami Pilchowice Zapora oraz Wleń konieczne było wydrążenie trzech tuneli. Dwa pierwsze były budowane metodą górniczą poprzez wykucie dwóch równoległych wyrobisk, co pozwoliło na skrócenie czasu ich budowy. Trzeci, najdłuższy tunel przed Wleniem był budowany metodą komorową poprzez budowę górnej części tunelu i jego pogłębianie do poziomu podtorza. Pierwotne, kamienne wloty do tunelu zostały wybudowane w stylu budowli obronnych. Zostały one wysadzone przez wycofujące się oddziały niemieckie 8 maja 1945 i odbudowane do 1946 w obudowie żelbetowej. Spis tuneli na opisywanej linii znajduje się w poniższej tabeli :
| Rodzaj/ lokalizacja                | Odcinek linii                            | Rok budowy | Km linii      | Długość [m] | Parametry techniczne                     | Zdjęcie |
| ---------------------------------- | ---------------------------------------- | ---------- | ------------- | ----------- | ---------------------------------------- | ------- |
| Tunel pod Czyżykiem                | Pilchowice Zapora – Pilchowice Nielestno | 1906-1907  | 11,610-11,798 | 187         | Tunel łukowy, jednotorowy, jednokomorowy | brak    |
| Tunel pod górą Dwory               | Pilchowice Zapora – Pilchowice Nielestno | 1906-1909  | 13,723-13,877 | 154         | Tunel łukowy, jednotorowy, jednokomorowy | brak    |
| Tunel pod Górą Zamkową (Lennogórą) | Pilchowice Nielestno – Wleń              | 1906-1907  | 17,380-17,800 | 320         | Tunel łukowy, jednotorowy, jednokomorowy | brak    |

## Ruch pociągów

### Przewozy i połączenia pasażerskie

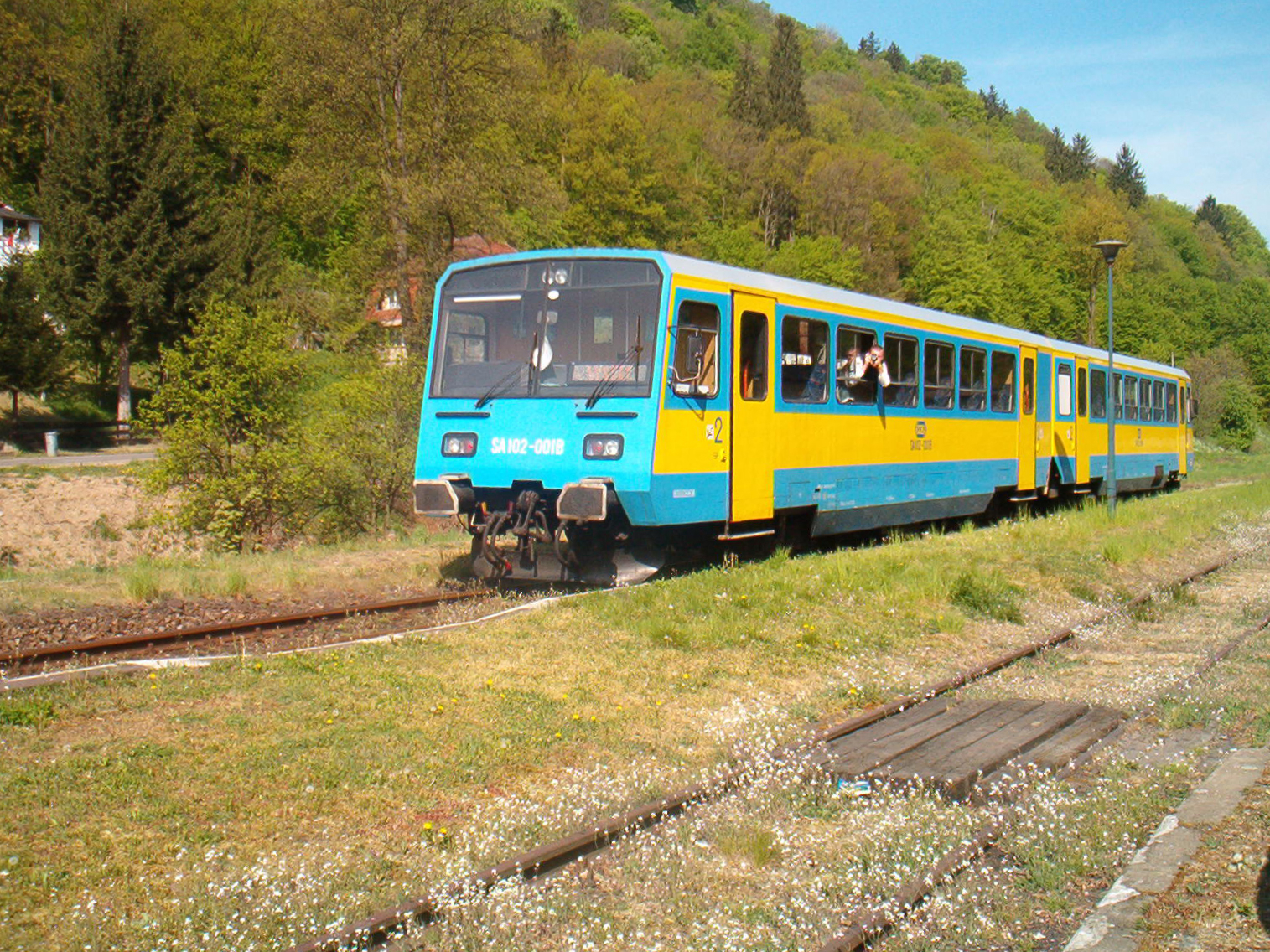
SA102 na relacji Jelenia Góra – Lwówek Śląski na stacji Wleń (2007)

Linia na odcinku Jelenia Góra – Lwówek Śląski w porównaniu z sąsiednimi odcinkami nie wyróżniała się zbytnio biorąc pod uwagę ofertę połączeń i frekwencję. Pomijając ruch tranzytowy, na trasie Jeżów Sudecki – Dębowy Gaj przewieziono w 1928 ponad 207 tys. osób. Duży udział w przewozach odgrywał ruch turystyczny. Pod koniec lat 20. XX w. na przystankach w Pilchowicach i Marczowie sprzedawano średnio rocznie ponad 20 tysięcy, a we Wleniu ponad 70 tysięcy biletów. Do II wojny światowej również odcinek Lwówek Śląski – Żagań miał charakter lokalny. Dodatkowo, jako że linia na trasie Zebrzydowa – Żagań przebiegała w pobliżu poligonu, była wykorzystywana przez wojsko do transportu żołnierzy i ładunków. W 1939 kursowało dziewięć par połączeń pasażerskich na trasie Jelenia Góra – Lwówek Śląski, z czego dwie były przedłużone do Zebrzydowej, a cztery do Żagania. Podczas II wojny światowej zmniejszono liczbę par pociągów (w 1944 do sześciu na trasie Jelenia Góra – Lwówek Śląski).
W połowie lat 50. XX w. ze względu na zniszczony most na linii Jelenia Góra – Zgorzelec połączenia pasażerskie kierowano przez Lwówek Śląski. W tym czasie kursowało dziewięć par pociągów pasażerskich, w tym bezpośrednie połączenia do Węglińca, Poznania i Szczecina, a także połączenia na trasie Jelenia Góra – Lwówek Śląski – Świeradów-Zdrój. Do lat 80. XX w. oferta połączeń kolejowych utrzymywana była na stałym poziomie, utrzymując połączenia z Jeleniej Góry w kierunku do Poznania, Szczecina, Świeradowa-Zdroju i Złotoryi.
Od lat 80. XX wieku rozpoczął się regres sieci kolejowej w rejonie Lwówka Śląskiego. W styczniu 1983 zlikwidowano połączenia do Gryfowa Śląskiego, a wraz z tym bezpośrednie połączenie Lwówek Śląski – Świeradów-Zdrój, natomiast w październiku 1991 zawieszono kursowanie połączeń pasażerskich na trasie Lwówek Śląski – Jerzmanice-Zdrój.

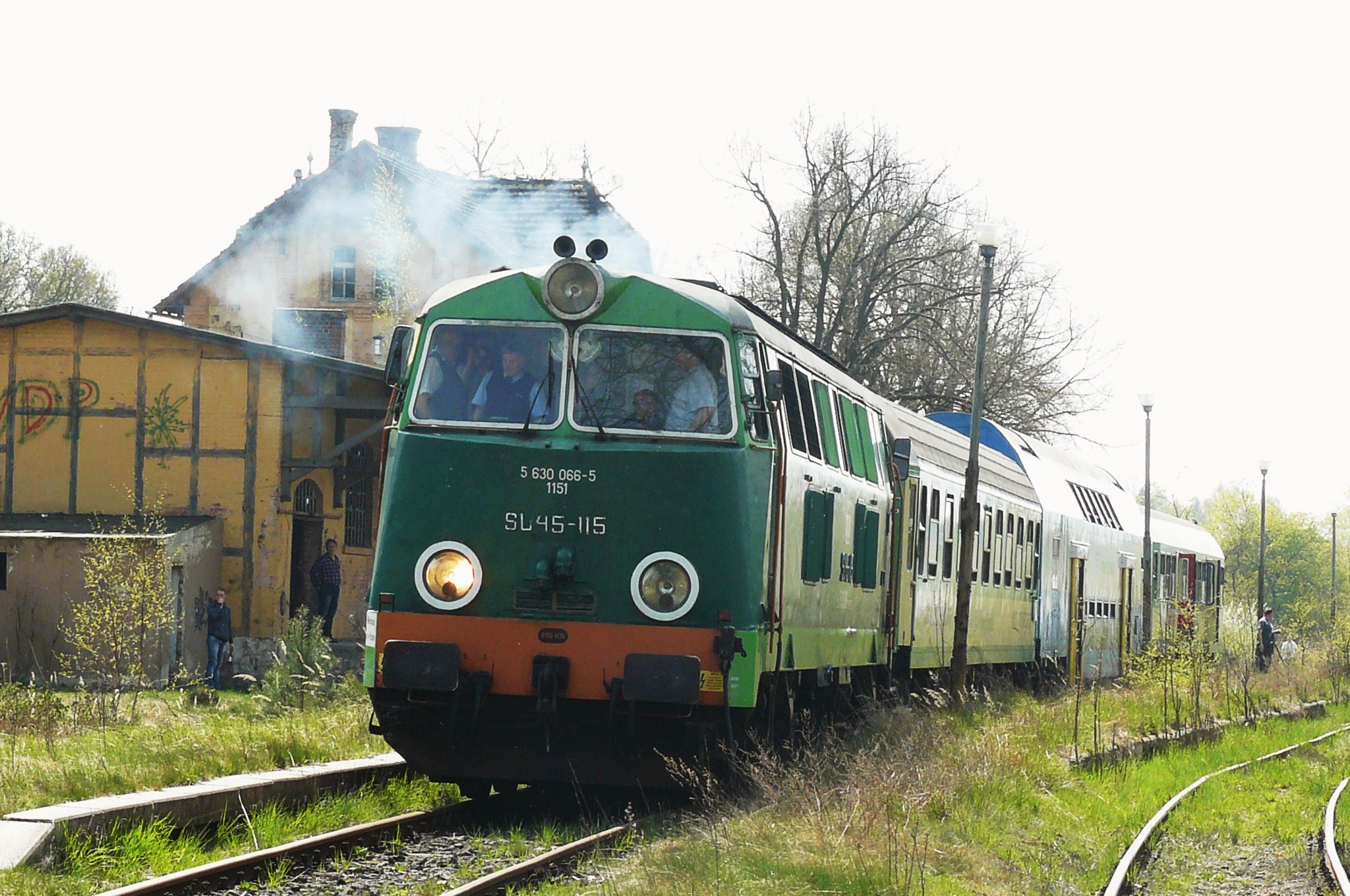
SU45 z pociągiem specjalnym Dolnośląskie Zakamarki w 2015 na dawnej stacji Osiecznica Kliczków

Oferta połączeń pasażerskich w latach 90. uległa dalszemu ograniczeniu. 1 stycznia 1996 zawieszono pociągi pasażerskie na odcinku Lwówek Śląski – Zebrzydowa, przez co w ruchu pasażerskim na linii nr 284 pozostała jedynie trasa Jelenia Góra – Lwówek Śląski. W połowie 1999 na odcinku Jelenia Góra – Lwówek Śląski kursowało sześć par pociągów pasażerskich, natomiast w okresie 2000/01 cztery. W tym czasie w celu poprawy rentowności linii do obsługi wprowadzono szynobusy SA102, które były dosyć awaryjne. W 2004 liczbę par połączeń zmniejszono do dwóch na dobę, a rok później, w lipcu 2005 zostały one zastąpione przez komunikację zastępczą.
Dzięki staraniom władz samorządowych udało się w tamtym czasie uratować linię przed całkowitą likwidacją ruchu pasażerskiego. W grudniu 2007 reaktywowano połączenie pasażerskie na odcinku Lwówek Śląski – Zebrzydowa, a także okazyjnie uruchamiano pociągi specjalne.
W lipcu 2008 przez krótki czas pojawiły się pociągi międzynarodowe do Czech, kursujące w weekendy na odcinku Lwówek Śląski – Jelenia Góra – Trutnov, które kursowały do 2009. W tamtym roku na trasie Jelenia Góra – Lwówek Śląski kursowało pięć par pociągów pasażerskich, obsługiwanych przez przewoźnika PKP Przewozy Regionalne pojazdami szynowymi SA106, SA132, SA134 oraz SA135. Czas przejazdu całej trasy wynosił wówczas około 55 minut.
Ogółem, w pierwszej dekadzie XXI wieku dzięki wprowadzeniu szynowych zespołów trakcyjnych i wzrostem kursów na linii wzrosła frekwencja na linii, lecz odbywało się dosyć dużo sytuacji, w których odwoływano kursy bez podania przyczyny lub zastępowano kursy przez Kolejową Komunikację Autobusową.

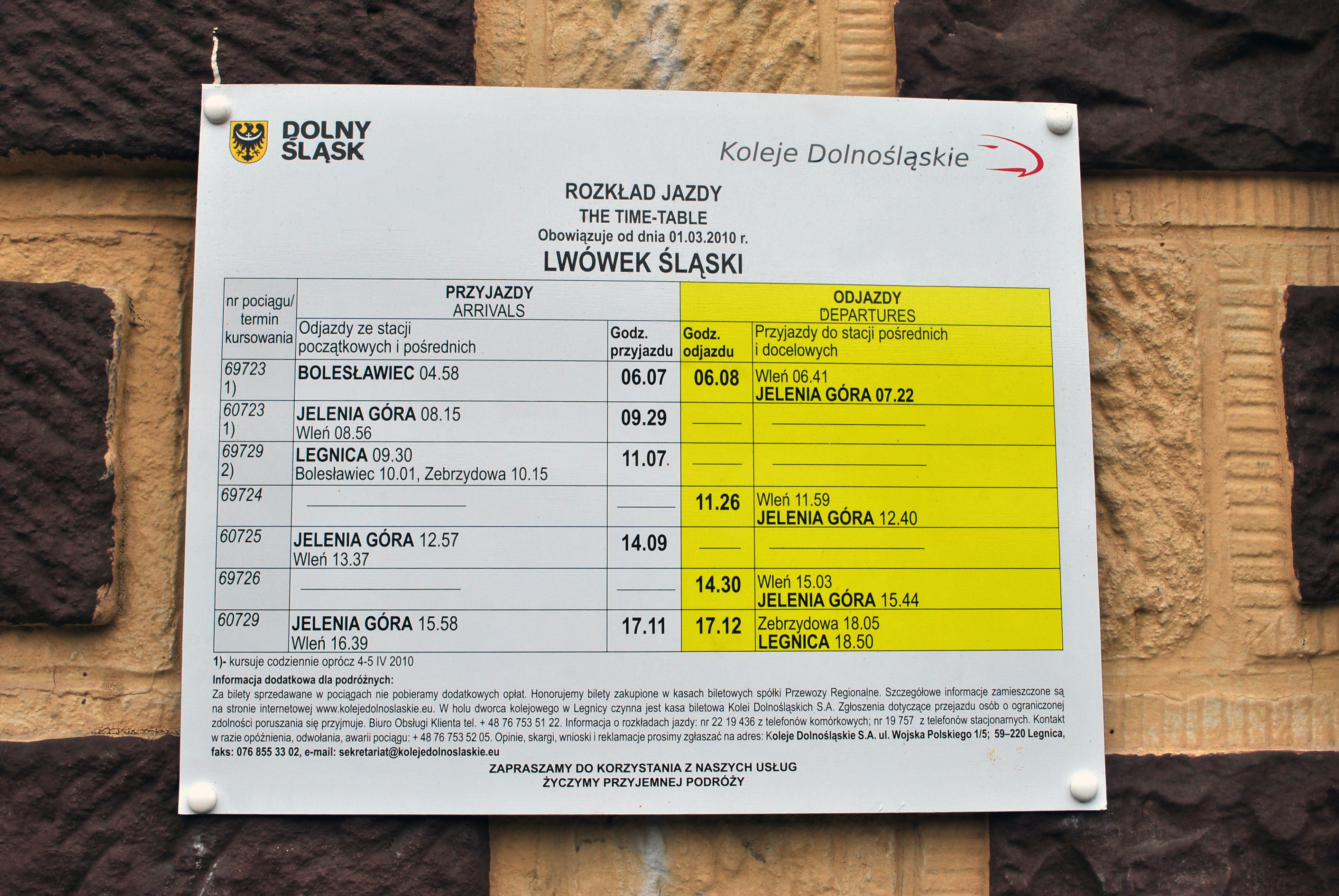
Rozkład jazdy stacji Lwówek Śląski z 2010

Od rozkładu jazdy 2009/2010 kursy pasażerskie są realizowane przez samorządowego przewoźnika – Koleje Dolnośląskie. W 2012 ruch pasażerski na linii Jelenia Góra – Lwówek Śląski był stosunkowo niewielki. W tym czasie, pod względem potoków pasażerskich w dni robocze, była to linia z najmniejszą frekwencją w województwie dolnośląskim, zaraz po linii Szklarska Poręba Górna – Harrachov. W tamtym okresie kursowały 4 pary pociągów w dni robocze i 3 w dni wolne, a średni czas przejazdu wynosił 1 godzinę i 16 minut. Praca eksploatacyjna pociągów na dobę w dni robocze wynosiła na trasie Jelenia Góra – Wleń 143,2 pociągokilometry, a na odcinku Wleń – Lwówek Śląski 117,6 pkm. W relacji Jelenia Góra – Wleń podróżowało średnio 81 pasażerów na dobę (średnio 10 osób na pociąg), natomiast na trasie Wleń – Lwówek Śląski 84 pasażerów (10,5 osób na pociąg).
Od 12 grudnia 2014 ruch pasażerski odbywał się na odcinku Jelenia Góra – Lwówek Śląski – Zebrzydowa. Uruchamiane były kursujące w weekendy i święta połączenia linii D12 spółki Koleje Dolnośląskie: jedna para pociągu Dolina Bobru na trasie Jelenia Góra – Wrocław oraz dodatkowa para na odcinku Jelenia Góra – Lwówek Śląski. Według stanu z połowy czerwca 2016 średni czas przejazdu na odcinku Jelenia Góra – Lwówek Śląski wynosił 1 godzinę i 48 minut, a na odcinku Lwówek Śląski – Zebrzydowa 56 minut. Ogółem (wraz z pociągami towarowymi) od stycznia do listopada 2016 na linii odbywało się średnio 1,3 kursów pociągów na dobę.
Od 11 grudnia 2016 ruch pasażerski na tej linii jest zawieszony. Ostatnim pociągiem pasażerskim na odcinku Jelenia Góra – Zebrzydowa był uruchomiony tego dnia przez Koleje Dolnośląskie pociąg specjalny Ostatni Leniwiec relacji Jelenia Góra – Lwówek Śląski – Zebrzydowa – Wrocław Główny. Główną przyczyną likwidacji połączeń jest pogarszający się stan techniczny linii kolejowej. Już w 2009 prędkość pociągów pasażerskich została przez PKP Polskie Linie Kolejowe ograniczona do 30 km/h, co wydłużyło czas przejazdu między Jelenią Góra a Lwówkiem Śląskim do 1 godziny i 15 minut. W 2011 czas przejazdu wzrósł prawie do dwóch godzin w związku z dalszymi ograniczeniami prędkości – do 20 km/h. We wrześniu 2016 na 13-kilometrowym odcinku prędkość spadła do 10 km/h, co powodowało opóźnienia pociągów dochodzące do 40 minut, gdyż nie uwzględniono tych ograniczeń w rozkładach jazdy. Spółka Koleje Dolnośląskie deklarowała, że w przypadku przywrócenia prędkości na normalnym poziomie jest w stanie uruchomić sześć par pociągów. 11 grudnia 2016 uruchomiono na odcinku Jelenia Góra – Lwówek Ślaski autobusową komunikację zastępczą, kursującą w weekendy z częstotliwością dwóch par połączeń dziennie. Połączenia autobusowe są realizowane przez PKS Tour Jelenia Góra.

### Przewozy towarowe
Linia kolejowa nr 283 w latach PRL-u była intensywnie eksploatowana w ruchu towarowym. Z Zebrzydowej transportowano piasek, kruszywo i gips, natomiast z Jeleniej Góry węgiel, produkty rolne, drewno i gaz.
Ruch towarowy od lat 90. XX wieku ogranicza się jedynie do sporadycznie kursujących pociągów zdawczych na odcinku Jelenia Góra – Lwówek Śląski, kursujących średnio raz na tydzień. Większy ruch odbywa się na odcinku Niwnice (żwirownia Rakowice) – Zebrzydowa, kiedy to w 2009 kursowały 3 pary połączeń towarowych na dobę.